# Ирод Агрипа I
Ирод Агрипа I (на латински: Herodes Agrippa I; * 10 пр.н.е.; † 44 г.) е от 37 г. до смъртта си цар на Юдея. Произлиза от Иродската династия. Внук е на цар Ирод Велики.
Син е на юдейския принц Аристобул IV (~35 – 7 пр.н.е., син на Ирод Велики и Мариамна, принцеса от Хасмонеите) и на Береника (дъщеря на Саломе I и Костобар). Баща му Аристобул е възпитаван пет години в Рим и има жилище в палата на император Август.
Брат е на Ирод от Халки, по-късният владетел на царство Халки (44 – 48 г.). Другият му брат Аристобул († сл. 44 г.) е женен за Йотапа, дъщерята на цар Сампсигерам II от Емеса. Сестра му Мариамна се омъжва за чичо си Ирод Архелай.
Ирод Агрипа расте в Рим, където след смъртта на Ирод Велики майка му Береника се заселва завинаги. Възпитаван е заедно с Друз Младши, синът на император Тиберий, и също с по-късния император Клавдий. След смъртта на майка му (преди 23 г.) той живее много на широко, напуска Рим, заради големите му задължения и живее в Идумея, Антиохия и Александрия. Богатият евреин Тиберий Юлий Александър Старши му помага финансово и той се връща обратно в Рим през 35/36 г., където приятелката на майка му Антония Млада му помага.
През 37 г. император Калигула го прави цар на тетрархията на умрелия Ирод Филип и след две години на територията на изгонения му в Южна Галия роднина Ирод Антипа. През 41 г. Агрипа получава от Клавдий допълнително и териториите на Ирод Архелай. Така неговото царство обхваща територията на Ирод Велики.
Външнополитически той търси добри контакти със съседите си. През 42 г. той свиква затова конференция в Тибериас, което не се харесва на сирийския управител Гай Вибий Марс
(42 – 44 г.).
Ирод Агрипа започва гонение против младата християнска община на Йерусалим, през което се стига до убийството на Яков Зеведеев и Апостол Петър е затворен през 42 г.
Ирод Агрипа I умира 44 г. Смъртта му е описана в библейската Апостолска история, в Деяния на апостолите, в Новия завет.
Ирод Агрипа е женен за Кипро (Kypros), която е правнучка на Ирод Велики.
Баща е на:
- Ирод Агрипа II (* 27; † сл. 93)
- Юлия Береника (* 28; † 79), съпруга на Марк Юлий Александър, Ирод от Халки, Полемон II от Понт и годеница на император Тит
- Мариамна (* 34), съпруга на Гай Юний Антиох Епифан, син на Антиох IV (Комагена)
- Друзила (* 38), съпруга на цар Азиз от Емеса и Марк Антоний Феликс, прокуратор на Юдея 52 – 60 г.